# Windom (Teksas)
Windom je gradić u američkoj saveznoj državi Teksas. Prema popisu stanovništva iz 2010. u njemu je živjelo 199 stanovnika.